# Nitrato de torio
El nitrato de torio es un compuesto químico con la fórmula Th(NO3)4. Es un sólido, sal de ácido nítrico con torio. Este nitrato es un producto intermedio importante en la producción de dióxido de torio y metal de torio y también se utiliza en la producción de camisas incandescentes de gas.

## Preparación
El hidrato de nitrato de torio (IV) se puede preparar mediante la reacción de hidróxido de torio (IV) y ácido nítrico:
Th(OH)4 + 4 HNO3 +  3 H2O → Th(NO3)4•5H2O
Se producen diferentes hidratos al cristalizar en diferentes condiciones. Cuando una solución está muy diluida, el nitrato se hidroliza. Aunque se han informado varios hidratos a lo largo de los años, y algunos proveedores incluso afirman tenerlos en stock, solo existen realmente el tetrahidrato y el pentahidrato. Lo que se llama hexahidrato, cristalizado en una solución neutra, es probablemente una sal básica.
El pentahidrato es la forma más común. Se cristaliza a partir de una solución diluida de ácido nítrico.
El tetrahidrato, Th(NO3)4•4H2O se forma al cristalizar a partir de una solución de ácido nítrico más fuerte. Las concentraciones de ácido nítrico de 4 a 59% dan como resultado la formación de tetrahidrato.
Para obtener el nitrato de torio anhidro, se requiere la descomposición térmica de Th(NO3)4·2N2O5. Esta descomposición ocurre a 150-160 °C.

## Propiedades
El nitrato de torio anhidro es una sustancia blanca. Está unido covalentemente con un bajo punto de fusión de 55 °C.
El pentahidrato Th(NO3)4•5H2O cristaliza con cristales incoloros transparentes en el sistema ortorrómbico. La densidad es de 2,80 g/cm3. La presión de vapor del pentahidrato a 298 K es de 0,7 torr y aumenta a 1,2 torr a 315 K y a 341 K es de hasta 10,7 torr. A 298,15 K, la capacidad calorífica es de aproximadamente 114,92 calK−1mol−1. Esta capacidad calorífica se reduce enormemente a temperaturas criogénicas. La entropía de formación de nitrato de torio pentahidratado a 298,15 K es −547,0 calK−1mol−1. La energía de Gibbs de formación estándar es −556,1 kcalmol−1.
El nitrato de torio se puede disolver en varios disolventes orgánicos diferentes, incluidos alcoholes, cetonas, ésteres y éteres. Esto se puede utilizar para separar diferentes metales como los lantánidos. Con nitrato de amonio en la fase acuosa, el nitrato de torio prefiere el líquido orgánico y los lantánidos permanecen con el agua.
El nitrato de torio disuelto en agua reduce su punto de congelación. La depresión máxima del punto de congelación es de -37 °C con una concentración de 2,9 mol/kg.
A 25 °C, una solución saturada de nitrato de torio contiene 4.013 moles por litro. A esta concentración, la presión de vapor del agua en la solución es de 1745,2 pascales, en comparación con los 3167,2 Pa del agua pura.

## Reacciones
Cuando el nitrato de torio pentahidratado se calienta, se producen nitratos con menos agua, sin embargo, los compuestos también pierden algo de nitrato. A 140 °C se produce un nitrato básico, ThO(NO3)2. Cuando es fuertemente calentado se produce dióxido de torio.
La hidrólisis de las soluciones de nitrato de torio producen nitratos básicos Th2(OH)4(NO3)4 • xH2O y Th2(OH)2(NO3)6•8H2O. En los cristales de Th2(OH)2(NO3)6•8H2O, un par de átomos de torio están conectados por dos átomos de oxígeno puente. Cada átomo de torio está rodeado por tres grupos nitrato bidentados y tres moléculas de agua, lo que eleva el número de coordinación a 11.
Cuando se agrega ácido oxálico a una solución de nitrato de torio, precipita en oxalato de torio insoluble. Otros ácidos orgánicos agregados a la solución de nitrato de torio producen precipitados de sales orgánicas con ácido cítrico; sales básicas, como ácido tartárico, ácido adípico, ácido málico, ácido glucónico, ácido fenilacético, ácido valérico. También se forman otros precipitados a partir de ácido sebácico y ácido azelaico.